# Golo
Golo (korsicky Golu) je nejdelší řeka na ostrově Korsika, měří necelých 90 kilometrů. V letech 1793 až 1811 se podle ní severní část Korsiky nazývala departement Golo.
Pramení v katastru obce Albertacce (departement Haute-Corse) nedaleko hory Paglia Orba v nadmořské výšce 1991 m. Teče východním směrem přes severní část ostrova a vlévá se do Tyrhénského moře mezi městečky Lucciana a Vescovato, nedaleko letiště Bastia – Poretta. Významnými přítoky jsou Asco a Casaluna. V nadmořské výšce 1346 m se nacházejí vodopády Cascade de Radule. Nedaleko obce Calacuccia byla zřízena přehradní nádrž s hydroelektrárnou. Průměrný průtok u obce Volpajola činí 14,1 m³/s.
V povodí řeky leží Regionální přírodní park Korsika, díky čisté vodě a prudkému toku je Golo vyhledávaným cílem vodáků a dalších turistů. Údolím, které řeka vytváří na svém dolním toku, vede hlavní silniční a železniční trasa Korsiky. Významnými stavebními památkami jsou mosty Ponte Altu a Ponte Novu, postavené v době Janovské republiky. Ponte Novu je známý bitvou, k níž došlo 9. května 1769 a po které Francouzi vyhnali Pascala Paoliho z ostrova.